# Euagra interclusa
Euagra interclusa là một loài bướm đêm thuộc phân họ Arctiinae, họ Erebidae.